# Fabronia macroblepharis
Fabronia macroblepharis là một loài Rêu trong họ Fabroniaceae. Loài này được Schwägr. miêu tả khoa học đầu tiên năm 1828.